# Kostel svatého Jana Křtitele (Kněževes)
Kostel svatého Jana Křtitele u Kněževsi na Rakovnicku slouží jako hřbitovní kaple. Stojí na hřbitově jeden kilometr severovýchodně od Kněževsi. Kostel je chráněn jako kulturní památka.

## Historie
Dochovaný barokní kostel má gotickou dispozici a pravděpodobně stojí na místě starší stavby. První písemná zmínka o něm pochází z roku 1651. Kostel byl tehdy zchátralý a bohoslužby se v něm konaly pouze jednou ročně při pouti. Raně barokní podobu kostel získal při přestavbě z roku 1674.

## Stavební podoba
Jednolodní kostel má obdélný půdorys s rozměry lodi 13,4 × 7,38 metru. Na východě loď ukončuje půlkruhový vítězný oblouk, za kterým se nachází presbytář (6,35 × 5,8 metru) s valenou klenbou podepřenou dvojicí toskánských pilastrů a v koutech polovičními pilastry. Vstup se nachází v jižní stěně. Podobně jako okna jej lemují pískovcová ostění. Vnější zdi, postavené převážně z opuky, byly na začátku dvacátého století omítnuté. Zdobí je pouze průběžná korunní římsa. Kostel kryje sedlová střecha, z níž vybíhal osmiboký sanktusník, po opravě střechy změněný na šestiboký. V zadní části a po stranách lodi stojí kruchta, jejíž západní rameno je dvoupodlažní.
Ve dvacátém století kostel zchátral, až musel být původní strop lodi stržen a nahrazen ocelovou konstrukcí. Z devadesátých let dvacátého století pochází také vaznicový krov.

## Zařízení
Podle Antonína Cechnera býval hlavní oltář pozdně renesanční z roku 1679. Nacházely se na něm znaky zakladatele Georgia Carola Sieberta, který býval křivoklátským hejtmanem, a jeho manželky Marie Agnes Siebertové z Germersheimu. Boční oltáře byly přestěhovány do kostela Všech svatých ve Veclově.